# Храм Сретения Господня (Самушкино)
Храм Сретения Господня — православная деревянная церковь в духе древнерусской северной архитектуры. Находится на берегу реки Воронежки в деревне Самушкино Волховского района Ленинградской области.

## История
Церковь располагается на месте белокаменной церкви Рождества Пресвятой Богородицы 1867 года постройки, взорванной «на кирпич» в 1946 году. Также совсем рядом находилась построенная на средства прихожан деревянная церковь Сретения Господня 1837 года, которая обветшала и разрушилась в 1930-х годах.
Новое здание храма построено Николаем Александровичем Ванюшовым по проекту архитектора Сергея Игоревича Крюкова. Освящение основания было совершено в апреле 2008 года, сама церковь освящена в 2011. Окормляет приход игумен Антоний (Кузнецов) из церкви Рождества Христова д. Надкопанье.